# Список озёр и водохранилищ Мексики
Ниже представлен список озёр и водохранилищ Мексики.

## Список
Сортировка по умолчанию — по площади, по убыванию. Также любой столбец можно отсортировать по убыванию/возрастанию/алфавиту, нажав на чёрные треугольники в заглавии столбца.
| Название         | Тип                     | Площадь, км² | Глубина ср./макс., м | Местонахождение                           | Комментарии, ссылки |
| ---------------- | ----------------------- | ------------ | -------------------- | ----------------------------------------- | --- |
| Чапала           | пресноводное            | 1038—1146    | 7—15/11—100          | Мичоакан/Халиско                          | Крупнейшее озеро Мексики. Источники сильно разнятся в сведениях о его площади и глубине.                                                                                          |
| Фэлкон (Фалькон) | водохранилище           | 338—350      | ?/34                 | Тамаулипас, Герреро / Техас, Запата/Старр | Создано в 1954 году путём строительства плотины Фэлкон (Фалькон). Объём 3,26 км³. См. также Пиратство на водохранилище Фэлкон.                                                    |
| Куицео           | пресноводное            | 300—400      | 27/?                 | Мичоакан/Гуанахуато                       | Второе по площади озеро Мексики. Его объём и площадь значительно меняются в зависимости от времени года.                                                                          |
| Амистад          | водохранилище           | 263          | ?/66                 | Коауила, Акунья / Техас, Вал-Верде        | Создано в 1969 году путём строительства плотины Амистад. Объём почти 7 км³. Из-за строительства плотины с лица Земли исчезла рыба вида Amistad gambusia.                          |
| Альваро-Обрегон  | водохранилище           | 205—208      | ?/?                  | Сонора, Кахеме                            | Создано в 1952 году. Объём 2,99—3,23 км³. Названо в честь президента Мексики в 1920—1924 гг. Альваро Обрегона.                                                                    |
| Саюла            | солёное                 | 168          | 2/?                  | Халиско                                   | Озеро неуклонно мелеет с 1994 г. |
| Пацкуаро         | пресноводное бессточное | 126,4        | 5/11                 | Мичоакан, Пацкуаро                        | |
| Катемако         | пресноводное бессточное | 72,54        | 7,6/22               | Веракрус, Катемако, Катемако              | |
| Бакалар          | пресноводное            | 42           | ?/?                  | Кинтана-Роо, Бакалар                      | |
| Сумпанго         | пресноводное бессточное | 18,53        | ?/8                  | Мехико, Сумпанго                          | |
| Сирауэн          | пресноводное бессточное | 9,3—10,5     | ?/70                 | Мичоакан, Сальвадор-Эскаланте             | Эндемик озера — рыба Allotoca meeki. |
| Альчичика        | солёный маар            | 1,81         | 38,6/64,6            | Пуэбла                                    | |
| Арареко          | пресноводное            | 0,4          | ?/?                  | Чиуауа, Бокойна                           | |
| Коба             | пресноводное            | 0,25         | ?/?                  | Кинтана-Роо, Тулум                        | |
| Священный сенот  | сенот                   | 0,003        | ?/?                  | Юкатан, Чичен-Ица                         | Зеркало воды расположено на 15 м ниже уровня земли. |
| Ик-Киль          | сенот                   | 0,0028       | 48/48                | Юкатан, Тинум, Писте                      | Зеркало воды расположено на 26 м ниже уровня земли. Разрешено купание. В 2010, 2011 и 2014 гг. здесь проходили соревнования по прыжкам в воду Red Bull Cliff Diving World Series. |

См. также Национальный парк «Озёра Семпоалы»
Бывшие озёра
- Кабеса-де-Вака — исчезло ок. 750 000 лет назад.
- Тескоко — исчезло в XVI в. На острове этого озера стоял город Теночтитлан.
- Сочимилько[англ.] — исчезло в XVI в. В настоящее время от него осталось лишь несколько каналов глубиной 3—6 м в районе Мехико Сочимилько.
- Чалько[англ.] — исчезло в XX в.
- Салада[исп.] — исчезло в середине 1980-х гг. Низшая точка страны[исп.]: -10 м от уровня моря.